# Manoir de Kerguénal Bras
Le manoir de Kerguénal Bras est un édifice situé à Quistinic, en France.

## Situation
Le manoir est situé sur le territoire de la commune de Quistinic, au lieu-dit Kerguénal Bras, dans le département du Morbihan, en région Bretagne.

## Description
Le manoir date des XVIIe et XVIIIe siècles, édifice à un étage carré, construit en moellons de gneiss mylonitique (de type "pierre de Calan"), mais aussi de granite et de schiste. Toiture  à longs pans recouverte de chaume, pignons couvert et découvert, noue. Escalier hors-œuvre : escalier tournant à retours sans jour ; escalier de distribution extérieur : escalier droit.
Progressivement, une restauration et rénovation du manoir a été effectuée jusqu'à la fin des années 2010.

## Histoire
Le manoir est construit en 1671 (partie sud). La partie nord est plus tardive, elle date du XVIIIe siècle.
Il est inscrit à l'inventaire général du patrimoine culturel en 1967.